# とさ (フェリー)
とさは、土佐特急フェリーが運航していたフェリー。後に関西汽船で就航した。

## 概要
土佐特急フェリーの第一船として四国ドックで建造され、1971年9月に就航した。
同じく大阪と高知を結ぶ航路を開設した大阪高知フェリーのフェリーなにわより三か月早く就航したが、
1972年8月、土佐特急フェリーと大阪高知フェリーが合併、大阪高知特急フェリーが発足したことにより本船は予備船となる。
1973年8月、関西汽船に傭船され、はやとも丸と改名され、小倉 - 松山航路に就航した。
1987年9月、フェリーはやとも2の就航により引退した。
その後、海外売船され、フィリピンでMASBATE 1として就航した。
1998年には、セブフェリーズの、OUR LADY OF MANAOAGとなった。

### 航路
土佐特急フェリー
- 大阪港 - 高知港

本船のみで就航していた。高知からの生鮮食料品の輸送を重視したダイヤで、上り便は高知17時発、大阪着翌1時30分となっていた。
関西汽船
- 小倉港 - 松山港

くるしま丸と就航していた。

## 設計
船体は4層構造で、上部からA-Dデッキと呼称した場合、Aデッキは操舵室および乗組員区画、Bデッキは船室および露天デッキ、Cデッキは前方が船室、後部が乗用車搭載区画、Dデッキはトラック搭載区画となっていた。